# Madhouse (Anthrax)
Madhouse è un singolo del gruppo musicale statunitense Anthrax, estratto da Spreading the Disease, secondo album della band.

## La canzone
La canzone è l'unico singolo del disco e la prima canzone della band della quale sia mai stato fatto un video. La canzone è stata usata come colonna sonora nei videogiochi Grand Theft Auto: Vice City e Guitar Hero II.

## Formazione
- Joey Belladonna – voce
- Dan Spitz – chitarra solista
- Scott Ian – chitarra ritmica
- Frank Bello – basso
- Charlie Benante – batteria